# Plaza España (San Luis Potosí)
La Plaza España es una plaza en el centro de la ciudad de San Luis Potosí, México en la avenida Universidad y la calle López Hermosa. La plaza España es una de las plazas históricas principales del centro de la ciudad junto con la plaza de Armas, la Plaza del Carmen y la Alameda Juan Sarabia.
La plaza tiene un estilo andaluz y está rodeada por una verja. Dentro de la plaza se encuentran estatuas del torero Fermín Rivera Malabehar, el cantautor Agustín Lara y el poeta español Federico García Lorca.
En su lado occidental se encuentra la plaza de toros de la ciudad, la Plaza de Toros Monumental El Paseo que data de 1895, que luego fue reconstruida a mediados del siglo XX. En su lado oriental se encuentra el Centro Taurino Potosino.

## Historia
En el 2017, el ayuntamiento de San Luis Potosí inició el proceso de remodelación de la plaza, restaurando así las farolas de la plaza, reemplazando piezas de cantera y pintando los muros y verja.